# Steve Ballmer
Steven Anthony Ballmer (ur. 24 marca 1956 w Detroit) – amerykański informatyk i przedsiębiorca, były dyrektor generalny (Chief Executive Officer) przedsiębiorstwa Microsoft. Kawaler Legii Honorowej. Według rankingu miesięcznika „Forbes” w 2019 był 9. spośród najbogatszych Amerykanów, z całkowitym majątkiem szacowanym na 54,9 miliarda dolarów. 23 sierpnia 2013 r. poinformował, że planuje przejść na emeryturę w ciągu najbliższych 12 miesięcy. 4 lutego 2014 stanowisko CEO Microsoftu przejął po nim Satya Nadella.

## Życiorys
Steve Ballmer urodził się w Detroit (USA, Michigan) w rodzinie żydowskiej jako syn szwajcarskiego imigranta i Amerykanki z białoruskimi korzeniami. Tam też z wyróżnieniem ukończył Detroit County Day School. Zdobycie maksymalnej liczby punktów z testu SAT (ang. Scholastic Assessment Test) otworzyło mu drogę na Harvard. Podczas studiów z zakresu matematyki i ekonomii zaprzyjaźnił się z Billem Gatesem, co miało znaczący wpływ na rozwój jego dalszej kariery. Poza poszerzaniem wiedzy, na Harvardzie udzielał się w gazecie Harvard Crimson oraz zarządzał drużyną futbolową.
Studia zakończył w roku 1977. Po ich ukończeniu przez dwa lata pracował w Procter & Gamble jako asystent menedżera produktu, gdzie dzielił biuro z Jeffreyem Immeltem – późniejszym prezesem GE. Mimo dobrych wyników w pracy postanowił kontynuować naukę na Stanford Graduate School of Business. Jednak kiedy w 1980 roku dostał propozycję współpracy od Gatesa w rozwijającym się dopiero Microsofcie, porzucił studia. Na początku miał pracować tylko przez okres letnich wakacji, jednak po długich namowach zgodził się przyjąć propozycję pracy na stałe. Został zatrudniony jako 24. pracownik Microsoftu z pensją w wysokości 50 000 USD rocznie. Otrzymał także 8% udziałów w przedsiębiorstwie, które w 1981 zostało przemianowane na spółkę. Ballmer zajmował się budową struktury finansowej przedsiębiorstwa, później pracował między innymi w dziale sprzedaży oraz dziale systemów operacyjnych. W 1998 uzyskał awans na stanowisko głównego dyrektora, a po dwóch latach, 13 stycznia 2000 roku, zastąpił Gatesa na stanowisku dyrektora generalnego. Uzyskał dzięki temu pełną kontrolę nad finansami przedsiębiorstwa, jednak to Gates nadal kierował technologiczną wizją spółki i przez to często dochodziło między nimi do spięć. W 2003 sprzedał 2/3 swoich udziałów w Microsofcie, pozostawiając sobie jedynie 4%.
W 2014 roku Steve Ballmer stał się oficjalnie nowym właścicielem drużyny Los Angeles Clippers. Cena za jaką były dyrektor Microsoftu zakupił klub wyniosła dwa miliardy dolarów.

## Kontrowersje
Publiczne wystąpienia Ballmera są bardzo dynamiczne i kontrowersyjne – jego opinia na temat systemu Linux, o którym powiedział, że jest jak rak, który sprzeciwia się ochronie własności intelektualnej, spowodowała burzę w środowisku Open Source, a jednym ze skutków było obrzucenie Ballmera jajkami przez studenta w Budapeszcie w maju 2008.
W 2011 roku Ballmer został uznany za trzeciego najgorszego szefa w branży nowych technologii. Przypisywano mu dużo nietrafionych decyzji w czasie piastowania stanowiska CEO Microsoftu, za które winę próbował zrzucać na Gatesa, oraz całkowite zignorowanie fenomenu iPhone’a i rynku smartfonów na początku swojej działalności.